# 恵運
恵運（えうん、延暦17年（798年）- 貞観11年9月23日（869年10月31日））は、平安時代前期の真言宗の僧。俗姓は安曇氏。山城国の出身。入唐八家（最澄・空海・常暁・円行・円仁・恵運・円珍・宗叡）の一人。慧運とも書く。

## 生涯
初め東大寺泰基・薬師寺仲継に法相教学を学んだが、受戒後の824年（天長元年）真言宗の実恵の門下に入った。関東での一切経書写の検校や筑紫観世音寺講師などを歴任した後、842年（承和9年）唐の商人李処人の船で唐に渡った。長安青龍寺で義真に灌頂を受け、五台山・天台山を巡拝した。847年（承和14年）に帰国し、八家請来目録を呈上している。翌848年（承和15年）女御藤原順子の発願により京都安祥寺を開創した。その後僧都に任じられ、安祥寺僧都と称された。